# Similosodus unifasciatus
Similosodus unifasciatus är en skalbaggsart som först beskrevs av Maurice Pic 1934.  Similosodus unifasciatus ingår i släktet Similosodus och familjen långhorningar. Inga underarter finns listade i Catalogue of Life.